# Хиршегг (Клайнвальзерталь)
Хиршегг (нем. Hirschegg) — село в Австрии, в федеральной земле Форарльберг. Входит в состав округа Брегенц. Центр политической общины Миттельберг. Население на 1 января 2015 года 1312 чел. Площадь общины Миттельберг (Клайнвальзерталь) 9681,55 га.
Хиршегг вместе с сёлами Рицлерн и Миттельберг входит в состав общины Миттельберг.